# Oh My Girl
Ne doit pas être confondu avec Oh My Girl (EP).
Oh My Girl (en coréen : 오마이걸, stylisé OH!MYGIRL ou OMG) est un girl group sud-coréen de six membres (huit à l'origine) formé par WM Entertainment. Elles débutent le 20 avril 2015 avec leur premier mini-album auto-nommé Oh My Girl.

## Carrière

### 2015:CupidetCloser
Oh My Girl est le nouveau groupe de l'agence des B1A4. Fin mars 2015 de nombreuses photos et vidéos teasers des membres ou du groupe en entier sont mises en ligne,,,,.
Le 7 avril, le label du groupe a dévoilé aux médias que le premier mini-album des Oh My Girl sera dévoilé le 20 avril, et que la sortie sera suivie d'un showcase. Les huit artistes iront ainsi à la rencontre de leur public afin de leur proposer des interprétations de leurs titres. L'agence a ainsi déclaré : “Les débuts des Oh My Girl ainsi que la date de sortie de l’opus ont été confirmés. Sur le site officiel et le compte Instagram, nous allons vous montrer encore plus les Oh My Girl. S’il vous plaît attendez les avec impatience.”. Ainsi, la date du 20 avril marque leurs débuts officiels. Produit par Shin Hyuk et l'équipe Joombas Music Factory, "Cupid" est le titre-phare de leur premier mini-album, Oh My Girl. Écrites par Kim Eana, les paroles évoquent le fait de tomber amoureux et de déclarer sa flamme. La première performance officielle du titre s'est déroulée au programme de classement musical, The Show de SBS MTV.
Le 11 septembre, il semblerait que le groupe féminin de WM Entertainment fasse bientôt son retour. Bien qu'aucune date n'ait été précisée, les huit membres devraient être de retour cet automne avec un nouvel opus. Ce qui est officialisé le 30 septembre, déclarant que les Oh My Girl seraient de retour avec leur deuxième mini-album nommé Closer. Et pour leur comeback, les filles se sont entourées d'une multitude d'artistes internationaux afin de donner vie à Closer. Ainsi, elles ont collaboré avec Sean Alexander (qui a composé le récent titre "Lion Heart" des Girls' Generation), Darren Smith, le guitariste Andreas Oberg, l'équipe de production The Kennel ainsi que les paroliers Kim Eana et Seo Ji Eun.
De fin septembre à début octobre, de nombreuses photos et vidéos teasers sont mis en ligne pour leur comeback,,,,,.
Le 7 octobre, le groupe est de retour avec la sortie de son second mini-album, Closer et la mise en ligne du clip vidéo du titre principal homonyme. Le groupe a d'ailleurs été félicité pour leurs excellents effets visuels ainsi que des concepts utilisés pour ces promotions.

### 2016-2017:Pink Ocean,Windy Day,Listen to My Word,Coloring Booket départ de JinE

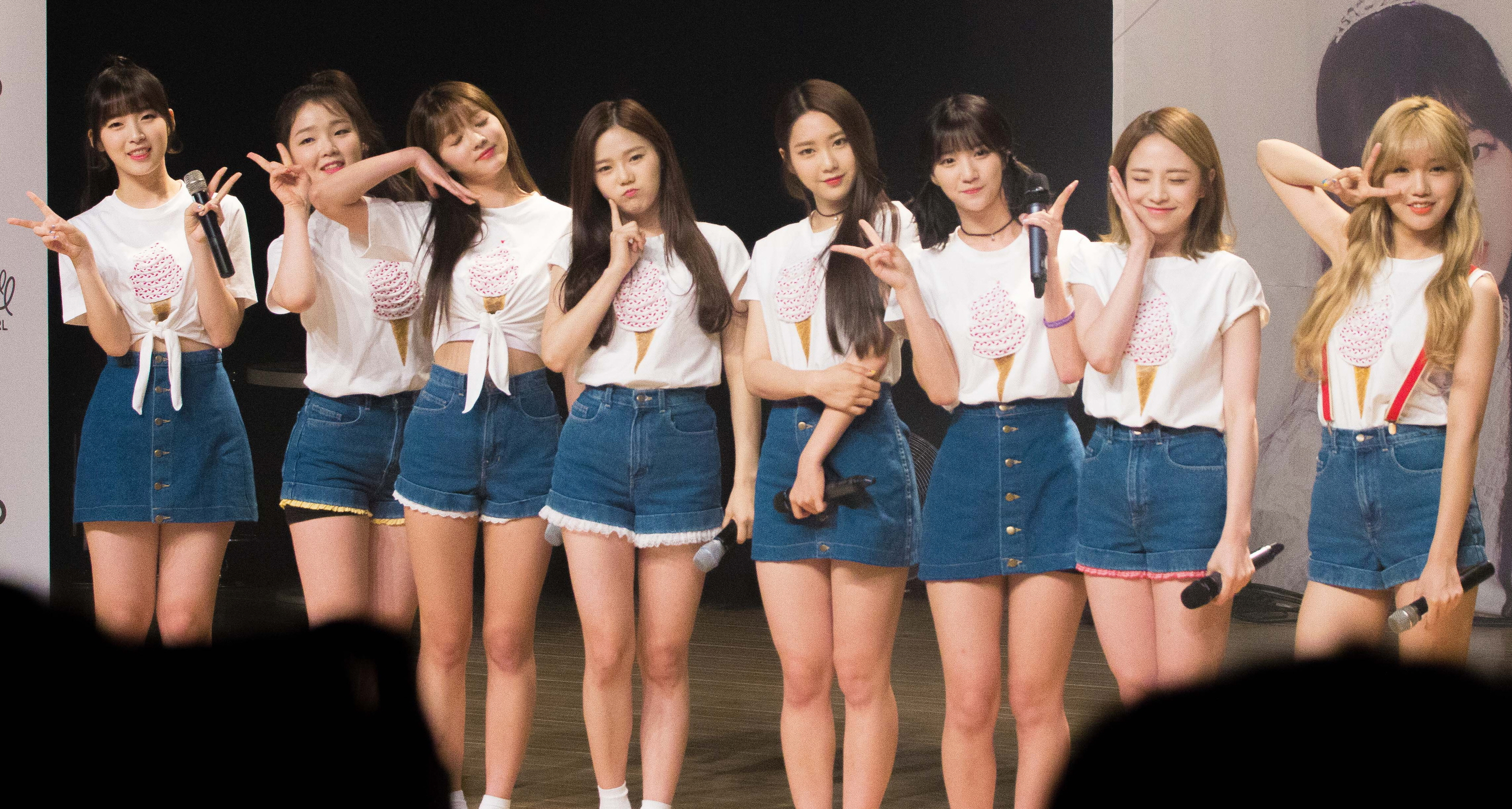
Oh My Girl en 2016

Début février 2016, un représentant de leur label WM Entertainment, a confirmé qu'un album était sur le feu en déclarant : “Nous travaillons dur afin de présenter un album de haute qualité.”. Celui-ci devrait sortir en mars.
Différents teasers ont été mis en ligne pour ce comeback,,.
Ainsi, le 28 mars le girl group sort son troisième mini-album nommé Pink Ocean avec le titre principal Liar Liar dont le clip a été mis en ligne en cette même date. Le même jour, elles ont également tenu un showcase pour cette sortie durant lequel elles y ont révélé le nom officiel de leur fanclub, « Miracle ».
Le 18 mai, une source de l'agence du groupe a annoncé un retour des filles en déclarant : « Il est vrai que les Oh My Girl vont faire un comeback soudain avec un album repackage. La chanson titre de l’album repackage sera Windy Day et il sortira le 26 mai à minuit. »
Donc, le 25 mai (le 26 en Corée du Sud), les Oh My Girl ont  dévoilé le MV[Quoi ?] de Windy Day, un clip vidéo tourné sur l'Île de Jeju, issu de la réédition du même nom.
Le 26 juillet à minuit en Corée du Sud, WM Entertainment a mis en ligne une photo teaser pour le comeback imminent du groupe. L'agence des Oh My Girl avait déclaré que le girl group allait avoir un comeback spécial pour l'été. L'album sortira au début du mois d'août, leur titre-phare est une reprise de Listen To My Word, chanson marquant les débuts du girl group Papaya en 2000.
Le 1er août à minuit, les huit jeunes femmes ont dévoilé leur nouvelle chanson, Listen to My Word (A-ing), issu du mini-album du même nom, sur laquelle le duo Skull & Haha apparaît en featuring apportant ainsi une influence reggae-pop à cette dernière.
Leur premier concert solo s'est tenu au Blue Square Samsung Card Hall les 20 et 21 août,.
Le 3 avril 2017, le girl group sort un cinquième mini-album intitulé Coloring Book, avec le même nom en tant que chanson principale.
Après avoir annoncé le hiatus de JinE le 25 août 2016 dû à a une anorexie mentale, l'agence confirme officiellement qu'elle quitte le groupe le 30 octobre 2017 après que son contrat se soit finit et qu'elle puisse se concentrer sur ses problèmes de santé.

### 2018: Succès avecSecret GardenetRemember Me, début d'une sous-unité et début japonais.
Après avoir fait un concert nommé Oh My Girl's Secret Garden le 28 décembre dont toutes les 3 000 places se sont vendues en 2 minutes, elles sortent le 9 janvier 2018 leur cinquième mini-album Secret Garden avec la chanson principale du même nom. La chanson est un succès dans les classements digitaux coréens, et elles remportent leur toute première récompense musical dans The Show le 23 janvier, puis le lendemain dans Show Champion.
Le 2 avril, la première sous-unité du groupe OH MY GIRL - BANHANA, composé de Hyojung, Yubin (Binnie à ce moment-là) et Arin, sort son premier single album album nommé Banana Allergy Monkey. Puis après que le groupe ait signé un contrat avec Ariola Japan, appartenant à Sony Music Japan, en juin, une version japonaise de ce même album sort au mois d'août.
Le 10 septembre, le groupe sort son sixième mini-album Remember Me avec sa chanson du même titre. Elles font leur deuxième concert Fall Fairy Tales le 20 et 21 octobre à Séoul.

### Depuis 2019: Albums japonais,The Fifth SeasonetQUEENDOM
Après 3 concerts à Fukuoka, Osaka et Tokyo pour commémorer leur début japonais, elles sortent leur premier album studio japonais Oh My Girl Japan Debut Album. La tracklist se compose de leurs singles de Cupid à Secret Garden en version japonaise, ainsi que la version coréenne de Remember Me. L'album débute #1 sur le Oricon Daily Album Chart, et #2 sur le Oricon Weekly Album Chart avec 15,910 copies vendues.
Le 8 mai, elles sortent leur tout premier album studio coréen nommée The Fifth Season, ainsi que sa chanson titre The Fifth Season (SSFWL).
Le 3 juillet, elles sortent leur deuxième album studio japonais Oh My Girl Japan 2nd Album. Cet album contient les versions japonaises d'anciennes chansons, ainsi que deux nouvelles japonaises. L'album surpasse vite les ventes de leur premier album japonais et atteint presque 20,000 copies vendues sur le Oricon Album Chart.
Il est annoncé ensuite qu'une réedition de The Fifth Season va sortir le 5 août. Appelé Fall In Love, l'album et son single "Bungee (Fall In Love)" sortent en tant que sortie spéciale pour l'été.
Fin août, l'agence confirme qu'Oh My Girl va participer à l'émission Queendom aux côtés de Lovelyz, MAMAMOO, (G)-IDLE, Park Bom et AOA. Dans la première manche, elles performent Secret Garden et terminent troisième. Dans la deuxième manche, elles reprennent Destiny des Lovelyz et terminent première. Enfin dans la troisième manche, elles font un remix de leur chanson Twilight, et terminent de nouveau première. Pour la finale, elles performent une nouvelle chanson nommée Guerilla. Toutes les chansons sont disponibles en lignes. Elles terminent la compétition en deuxième place derrière MAMAMOO.
Le 30 octobre, elles sortent la version japonaise de Bungee (Fall In Love), puis sortent leur troisième album studio japonais appelé Eternally le 8 janvier 2020. L'album est disponible sur les platformes digitales deux semaines avant sa sortie, et contient 4 nouvelles chansons japonaises, ainsi que la chanson Guerilla.
Le 10 mai 2022, WM Entertainement annonce que Jiho quitte l'agence et le groupe après la fin de son contrat.

## Membres
| Nom de scène | Nom de scène | Nom de naissance      | Nom de naissance | Date de naissance | Nationalité  | Position                                          |
| Romanisé     | Coréen       | Romanisé              | Coréen           | Date de naissance | Nationalité  | Position                                          |
| ------------ | ------------ | --------------------- | ---------------- | ----------------- | ------------ | ------------------------------------------------- |
| Hyojung      | 효정         | Choi Hyojung          | 최효정           | 28 juillet 1994   | Sud-coréenne | Leader, chanteuse, danseuse, unnie (la plus âgée) |
| Mimi         | 미미         | Kim Mihyun            | 김미현           | 1er mai 1995      | Sud-coréenne | Rappeuse, danseuse, chanteuse                     |
| YooA         | 유아         | Yoo Yeonjoo/Yoo Shiah | 유시아           | 17 septembre 1995 | Sud-coréenne | Danseuse, chanteuse, visage du groupe             |
| Seunghee     | 승희         | Hyun Seunghee         | 현승희           | 25 janvier 1996   | Sud-coréenne | Chanteuse, danseuse                               |
| Yubin        | 유빈         | Bae Yubin             | 배유빈           | 9 septembre 1997  | Sud-coréenne | Chanteuse, danseuse                               |
| Arin         | 아린         | Choi Yewon            | 최예원           | 18 juin 1999      | Sud-coréenne | Chanteuse, danseuse, maknae (la plus jeune)       |

### Anciennes membres
| Nom de scène | Nom de scène | Nom de naissance | Nom de naissance | Date de naissance     | Nationalité  | Position                    | Date de départ  |
| Romanisé     | Coréen       | Romanisé         | Coréen           | Date de naissance     | Nationalité  | Position                    | Date de départ  |
| ------------ | ------------ | ---------------- | ---------------- | --------------------- | ------------ | --------------------------- | --------------- |
| JinE         | 진이         | Shin Hyejin      | 신혜진           | 22 janvier 1995       | Sud-coréenne | Chanteuse                   | 30 octobre 2017 |
| Jiho         | 지호         | Kim Jiho         | 김지호           | 4 avril 1997 (25 ans) | Sud-coréenne | Chanteuse, danseuse, visuel | 10 avril 2022   |

## Discographie

### Mini-albums (EPs)
| Titre                                                                              | Détails de l'album | Meilleures positions | Meilleures positions | Ventes                                       |
| Titre                                                                              | Détails de l'album | COR                  | JPN                  | Ventes                                       |
| ---------------------------------------------------------------------------------- | --- | -------------------- | -------------------- | -------------------------------------------- |
| Oh My Girl                                                                         | - Date de sortie : 20 avril 2015 - Labels : WM Entertainment, LOEN Entertainment - Formats : CD, téléchargement numérique      | 6                    | —                    | - COR : plus de 8 144                        |
| Closer                                                                             | - Date de sortie : 8 octobre 2015 - Labels : WM Entertainment, LOEN Entertainment - Formats : CD, téléchargement numérique     | 6                    | —                    | - COR : plus de 8 743                        |
| Pink Ocean                                                                         | - Date de sortie : 28 mars 2016 - Labels : WM Entertainment, LOEN Entertainment - Formats : CD, téléchargement numérique       | 5                    | 99                   | - COR : plus de 14 174 - JPN : plus de 1 446 |
| Pink Ocean                                                                         | - Réédition : 26 mai 2016 (Windy Day) - Labels : WM Entertainment, LOEN Entertainment - Formats : CD, téléchargement numérique | 4                    | —                    | - COR : plus de 18 479                       |
| Listen to My Word                                                                  | - Date de sortie : 1er août 2016 - Labels : WM Entertainment, LOEN Entertainment - Formats : CD, téléchargement numérique      | 1                    | —                    | - COR : plus de 22 894                       |
| Coloring Book                                                                      | - Date de sortie : 3 avril 2017 - Labels : WM Entertainment, LOEN Entertainment - Formats : CD, téléchargement numérique       | 37                   |                      |                                              |
| Secret Garden                                                                      | - Date de sortie : 9 janvier 2018 - Labels : WM Entertainment, LOEN Entertainment - Formats : CD, téléchargement numérique     |                      |                      |                                              |
| Remember Me                                                                        | - Date de sortie : 10 septembre 2018 - Labels : WM Entertainment, Kakao M - Formats : CD, téléchargement numérique             | 36                   |                      |                                              |
| The Fifth Season                                                                   | - Date de sortie : 8 mai 2019 - Labels : WM Entertainment, Kakao M - Formats : CD, téléchargement numérique                    |                      |                      |                                              |
| Nonstop                                                                            | - Date de sortie : 27 avril 2020 - Labels : WM Entertainment, Sony Music - Formats : CD, téléchargement numérique              | 2                    |                      |                                              |
| Dear OhMyGirl                                                                      | - Date de sortie : 10 mai 2021 - Labels : WM Entertainment, Sony Music - Formats : CD, téléchargement numérique                | 1                    |                      |                                              |
| Golden Hourglass                                                                   | - Date de sortie : 24 juillet 2023 - Labels : WM Entertainment, Sony Music - Formats : CD, téléchargement numérique            | 32                   |                      |                                              |
| "—" signifie que l'album ne s'est pas classé ou n'est pas sorti dans cette région. | |                      |                      |                                              |

### Albums Studios
| Titre        | Détails de l'album                                                                                               | Meilleurs positions | Meilleurs positions | Ventes                 |
| Titre        | Détails de l'album                                                                                               | COR                 | JPN                 | Ventes                 |
| ------------ | --- | ------------------- | ------------------- | ---------------------- |
| Fall In Love | - Date de sortie : 5 août 2019 - Labels : WM Entertainment - Formats : CD, téléchargement numérique              | 50                  |                     |                        |
| Real Love    | - Date de sortie : 28 mars 2022 - Labels : WM Entertainment, Sony Music - Formats : CD, téléchargement numérique | 22                  |                     | - COR : plus de 70 116 |

### Singles
| Titre                                                                                 | Année | Meilleures positions | Meilleures positions | Ventes                   | Album             |
| Titre                                                                                 | Année | COR                  | US World             | Ventes                   | Album             |
| ------------------------------------------------------------------------------------- | ----- | -------------------- | -------------------- | ------------------------ | ----------------- |
| "Cupid"                                                                               | 2015  | 103                  | —                    | - COR : plus de 22 629   | Oh My Girl        |
| "Closer"                                                                              | 2015  | 75                   | 12                   | - COR : plus de 53 050   | Closer            |
| "Step by Step" (한 발짝 두 발짝)                                                      | 2016  | 79                   | —                    | - COR : plus de 76 933,  | Pink Ocean        |
| "Liar Liar"                                                                           | 2016  | 58                   | 9                    | - COR : plus de 116 090  | Pink Ocean        |
| "Windy Day"                                                                           | 2016  | 62                   | 23                   | - COR : plus de 161 702, | Pink Ocean        |
| "Listen to My Word (A-ing)" (내 얘길 들어봐)                                          | 2016  | 15                   | —                    | - COR : plus de 184 480, | Listen to My Word |
| "—" signifie que le morceau ne s'est pas classé ou n'est pas sorti dans cette région. |       |                      |                      |                          |                   |

## Concert
- 2016 : OH MY GIRL 1st Concert "Summer Fairytale"

## Récompenses et nominations

### MelOn Music Awards
| Année | Travail nommé | Titre         | Résultat   |
| ----- | ------------- | ------------- | ---------- |
| 2015  | Oh My Girl    | Best Newcomer | Nomination |

### Mnet Asian Music Awards
| Année | Travail nommé | Titre                                | Résultat   |
| ----- | ------------- | ------------------------------------ | ---------- |
| 2015  | Oh My Girl    | Best New Artist (Solo/Group, Female) | Nomination |

### SBS Power FM Cultwo Show Awards
| Année | Travail nommé | Titre                    | Résultat |
| ----- | ------------- | ------------------------ | -------- |
| 2015  | Oh My Girl    | Best New Artist (Female) | Lauréat  |

### Golden Disk Awards
| Année | Travail nommé | Titre           | Résultat   |
| ----- | ------------- | --------------- | ---------- |
| 2016  | Oh My Girl    | Best New Artist | Nomination |

### Seoul Music Awards
| Année | Titre                | Travail nommé | Résultat   |
| ----- | -------------------- | ------------- | ---------- |
| 2016  | Bonsang Award        | "Cupid"       | Nomination |
| 2016  | New Artist Award     | Oh My Girl    | Nomination |
| 2016  | Popularity Award     | Oh My Girl    | Nomination |
| 2016  | Hallyu Special Award | Oh My Girl    | Nomination |